# バレーフォージ

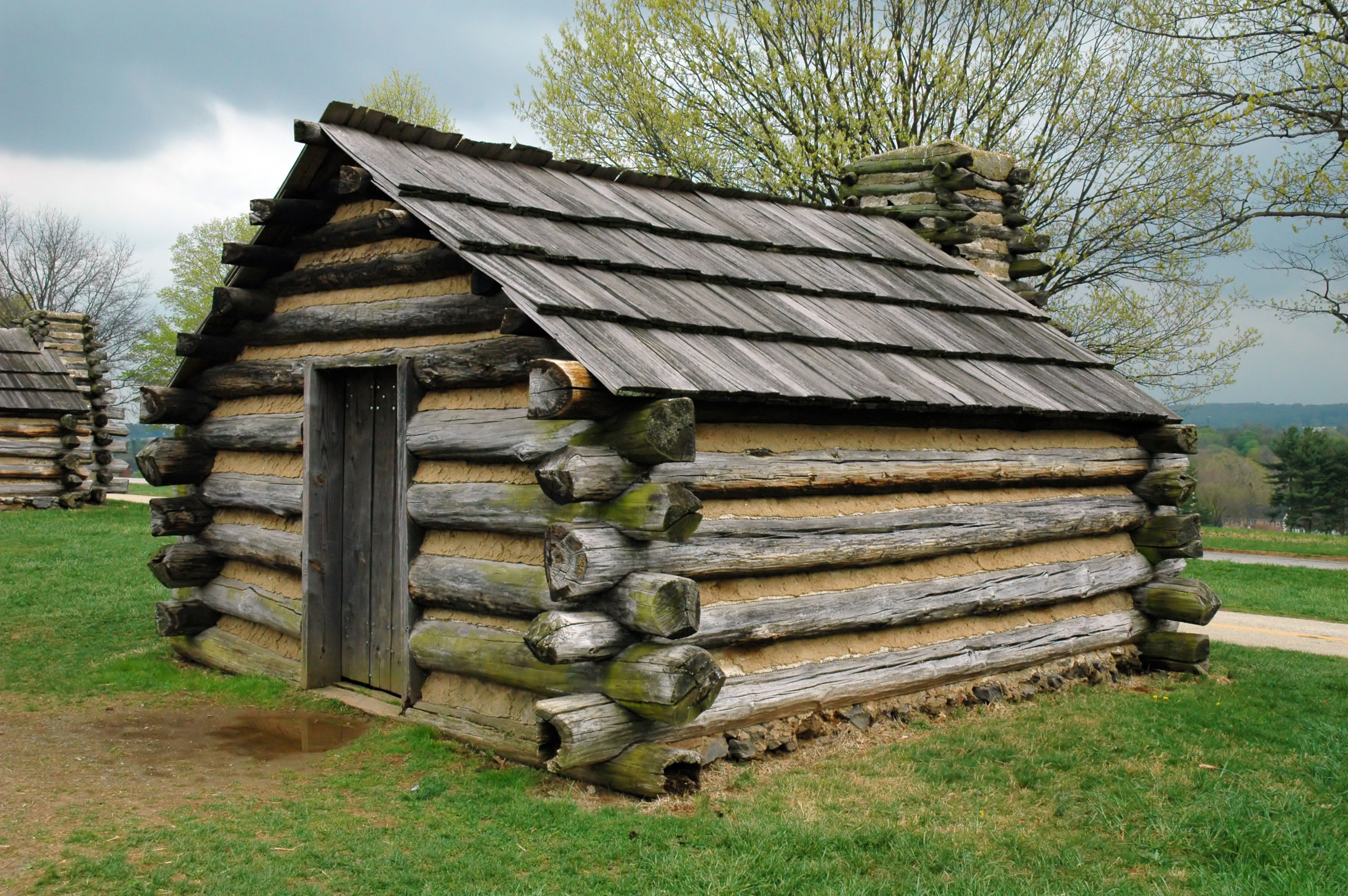
バレーフォージに復元された当時の小屋

バレーフォージ（英: Valley Forge）は、アメリカ独立戦争中の1777年から1778年にかけての冬、大陸軍が宿営地としたペンシルベニア州にある場所である。
それまで大陸会議の開催場所、首都であったフィラデルフィアをイギリス軍に占領され、この冬ジョージ・ワシントン将軍は最も困難な状況に置かれていたが、軍隊を再訓練し活性化させる期間でもあった。1778年はフランスがアメリカと同盟し参戦した年ではあるが、その後の数年間アメリカ独立戦争は持久戦の様相を呈した。

## 歴史
イギリス軍は1777年9月にフィラデルフィアを占領したが、10月にサラトガでバーゴイン将軍が降伏したために、新たな作戦の展開が難しくなっていた。冬に入ると、大陸軍の方も積極的に打って出る作戦の実現性がほとんど消えてしまい、ワシントンは兵士達の宿営地を探した。幾つかの場所が提案され、フィラデルフィアから22マイル (35 km) 北西のバレーフォージが選ばれた。それは優れた選択であることがわかった。そこはバレークリークという川の畔にある鍛冶場にちなんで名付けられた場所で、イギリス軍に程々近いのでイギリス軍がペンシルベニア内部に攻撃や略奪を行うことに対する牽制ができた。さらにイギリス軍の急襲の恐れを少なくする程度には離れていた。ジョイ山とミザリ山の高台に位置し、北のスクーカル川と相まって、守るにはやさしい地形であった。

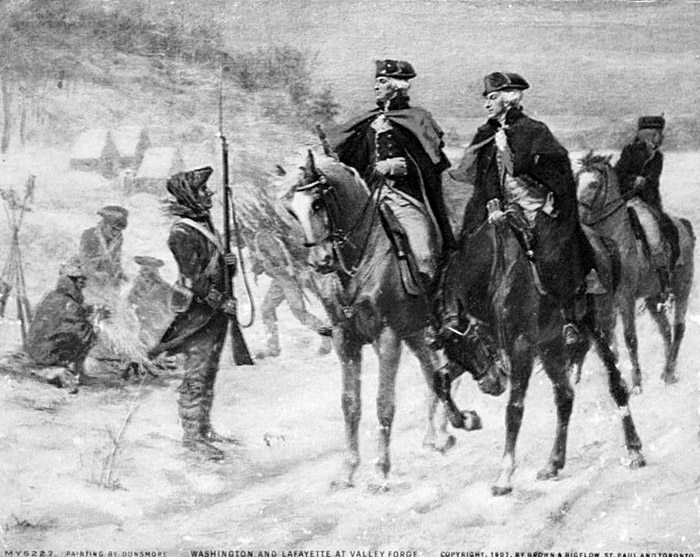
バレーフォージを巡回するワシントンとラファイエット

12月19日、ワシントンの12,000名の軍隊は食料に乏しく、装備も満足になく、長い行軍で疲れ切ってバレーフォージに辿り着いた。宿営の場所を選び、防御線が計画され配置についた。数日後にはスクーカル川に氷が張った。積雪量は6インチ (15 cm) であった。1,000戸以上の小屋が建設されたが、絶対数が不足しており絶えず悩みの種であった。
兵士達には不定期に肉やパンの配給があった。ある者は小麦粉と水を混ぜた味のない「ファイアケーキ」で栄養補給していた。その時の状態が最悪だったので、ワシントンは悲観的に述べている「何か大きな変化が突然起こらなければ、 ... この軍隊はきっと ... 飢えて、解体され、日々の糧を得るための最善の方法として散り散りになってしまうに違いない」。動物達も似たようなものだった。ワシントン軍の砲兵隊長ヘンリー・ノックス将軍は何百頭もの馬が餓死するか疲労死したと書き残した。
衣服も全体に適切でなかった。行軍によって靴は傷んでいた。毛布の数が足りなかった。ぼろぼろになった衣類でも交換するものがなかった。この不足によって、一時は4,000名近くが軍務に不適とされるほどであった。
栄養不足で着るものはぼろぼろ、宿舎は混み合い、湿気が多かったために、兵士は病気や疫病に襲われた。発疹チフス、腸チフス、赤痢、それに肺炎が蔓延し、その冬だけで約2,000名が罹患した。ワシントンは繰り返し救済策を求めたが、大陸会議は何もできず、兵士達は苦しみ続けた。徴兵された兵士の親族の女性達が、軍が最も必要としていた洗濯や看護などの奉仕活動を行い、その苦しみを和らげた。
軍隊を維持していくうえで物資の供給と同じくらい重要だったのは、戦闘の実効性や士気、訓練度を上げていくことだった。それまで部隊の訓練はバラバラな指導書によって行われており、実際の戦闘場面では兵士の連携が円滑さを欠き困難であるという欠点を抱えていた。有効な訓練計画を立て実行に移す任務がシュトイベン男爵に与えられた。プロイセンで実戦経験を積んだシュトイベンはヨーロッパから到着したばかりであったが、休むことなく兵士達を鍛え上げ怒鳴りつけて有効な軍隊に変えた。シュトイベンの力強いやり方で日々激しい訓練が行われ兵士達に新たな自信を植え付け、完遂能力を与えた。
間もなく、イギリス軍がフィラデルフィアから出て行ったという知らせが、大陸軍のすべての兵士に熱狂をもって迎えられた。1778年6月19日、バレーフォージに入ってから6ヶ月経って、大陸軍はニューヨークに向かったイギリス軍を追ってバレーフォージを出た。試練の時は終わった。戦争はこの後も5年間続くが、ワシントンと彼の部隊および生まれつつある国は、武器によってではなく、意志の力で勝利を呼び込む体制ができた。

## シュトイベン男爵

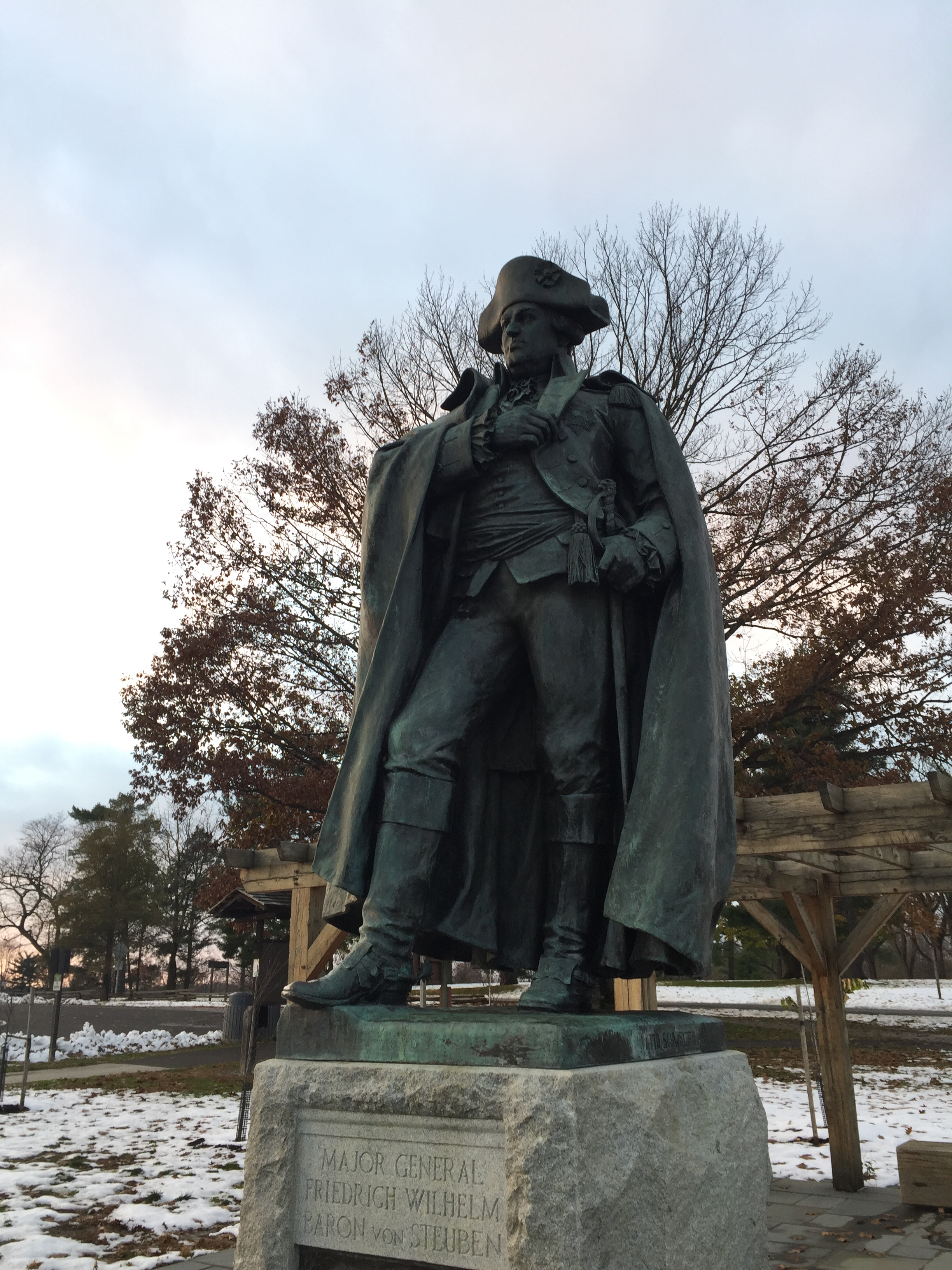
バレーフォージ国立歴史公園にあるシュトイベン男爵銅像

シュトイベン男爵はかってプロイセン王フリードリヒ大王の参謀本部の一員であった。プロイセン陸軍を離れてから仕事がなく、自分の軍隊経験を愛国者の為に生かそうと志願してきた。フランスを経て1778年2月23日にバレーフォージに到着した時、ベンジャミン・フランクリンの紹介状を携えていた。ワシントンはこのプロイセン軍人に大きな期待を抱き、即座に監察官に任命して有効な訓練計画を立て実行に移す任務を割り当てた。
多くの障害があって成功を難しくしていた。大陸軍には標準化された訓練指導書が無かったうえにシュトイベンはほとんど英語を話せなかった。シュトイベンは挫けずに草案をフランス語で書いた。彼の副官が遅くまで起きて英語に翻訳した。翻訳された指導書は複製を作られ、各連隊や中隊に配られ、次の日には訓練に用いられた。
シュトイベンは兵士に直接働きかけることで大陸軍士官の伝統を破り衝撃を与えた。ある士官がシュトイベンについて書いている「彼の命令にある特有の品の良さが一団の兵士を鬼軍曹のように服従させた」。明け方から日暮れまで、シュトイベンの親しみのある声がキャンプ中に聞こえ、行進する兵士の音と命令の叫び声があった。間もなく、中隊、連隊さらに師団が形良く横隊から縦隊へ、縦隊から横隊へと動くようになり、正確にマスケット銃を操作し、銃剣による訓練された攻撃で想像上の的「赤服」（イギリス軍の制服）を戦場から排除できるようになった。
1778年5月6日、大陸軍がフランスの同盟と参戦を祝って閲兵式を行ったとき、シュトイベンはその日の行進をまとめたことで表彰された。その日の堂々とした行進は大陸軍の晴れ姿となった。大砲から祝砲が放たれた。続いて数千のマスケット銃を持ち2列に並んだ歩兵が順序良く次々に連続射撃を行って祝砲とした。あたり一帯に歓声がこだました。同盟の日に軍隊が見せた見事に訓練された行軍と外観も立派であったことは、イギリス軍を破るために統制の取れた有能な戦闘集団への変革ができたことを示していた。ワシントンは、シュトイベンの助けで大陸軍を軍隊として造り上げた。同盟フランス軍とともに新たな戦争の局面に進んでいくことになった。

## バレーフォージ公園
この宿営地跡は1893年にペンシルベニア州の州立公園となり、さらにアメリカ合衆国建国200年にあたる1976年7月4日にバレーフォージ国立歴史公園となった。現在の公園には、復元された建物、記念碑や、訪れた人に簡単な紹介映像や展示物を見せる会館がある。